# Cykeltaxi

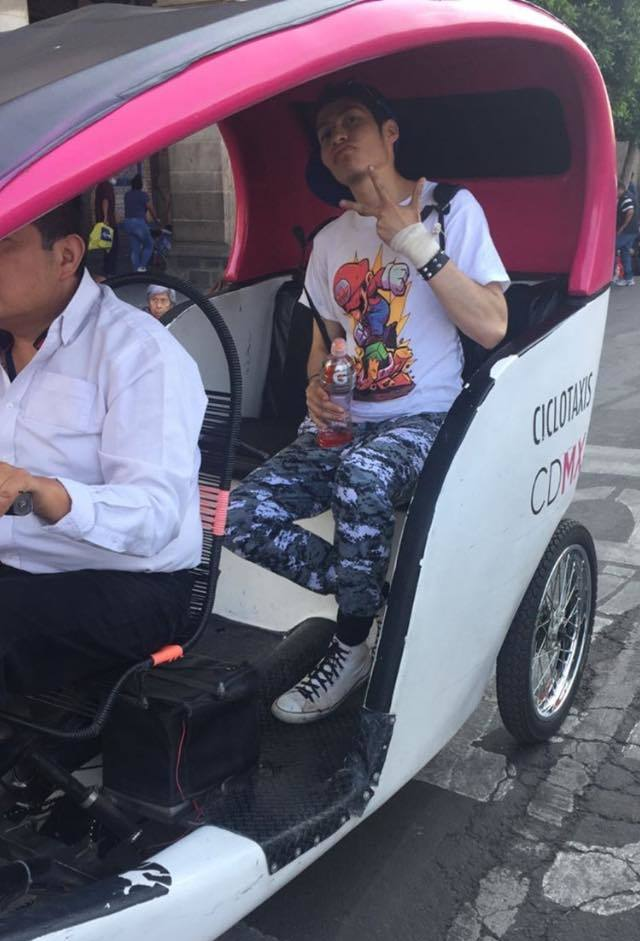
Cykeltaxi i Mexiko.

Cykeltaxi eller cykelriksha (engelska: pedicab) är en form av taxi där passagerarna sitter i passagerarsätet på en trehjuling eller på ett släp som dras av en tvåhjulig eller trehjuling cykel som cykeltaxiföraren cyklar på.
Cykeltaxi är mest förknippat med asiatiska länder som till exempel Kina och Thailand, men finns även i icke-asiatiska länder. I Europa ökar utbudet på cykeltaxi med hundratals fordon per år[källa behövs]. I Tyskland är cykeltaxi vanligt förekommande. USA har registrerade cykeltaxiföretag i 35 stater. 